# Byrd au pôle Sud
Pour plus de détails, voir Fiche technique et Distribution.
Byrd au pôle Sud (With Byrd at the South Pole) est un film américain, sorti en 1930. Le film reçut l'Oscar de la meilleure photographie.

## Fiche technique
- Titre original : With Byrd at the South Pole
- Titre français : Byrd au pôle Sud
- Photographie : Joseph T. Rucker et Willard Van der Veer
- Musique : Manny Baer
- Production : Jesse L. Lasky et Adolph Zukor
- Société de production : Paramount Pictures
- Pays d'origine : États-Unis
- Format : noir et blanc - Mono
- Genre : documentaire
- Durée : 82 minutes
- Date de sortie : 1930

## Distribution
- Richard Byrd
- Bernt Balchen
- Paul Siple
- Norman Vaughan
- Floyd Gibbons : narrateur